# Ležící pozůstalost
Jako ležící pozůstalost (latinsky hereditas iacens) se označuje majetkový soubor zanechaný zůstavitelem v období mezi jeho úmrtím a odevzdáním pozůstalosti jeho dědicům v právních řádech, ve kterých se dědictví nenabývá smrtí zůstavitele, nýbrž odevzdáním pozůstalosti. Jedná se o majetkový soubor sui generis, který měl některé znaky právnické osoby, avšak podle převládajícího názoru právnickou osobou není. V průběhu času se ležící pozůstalost mohla zvětšovat i zmenšovat.
V českých zemích tento institut existoval do 31. prosince 1950.